# Остролистно-назъбена роза
Остролистно-назъбената шипка (Rosa oxyodon Boiss.) е вид шипка.

## Произход
Съществуват различни хипотези относно произхода на вида. Според една от тези хипотези растението произлиза от Rosa pendulina, като бива пренесено от Централна Азия към Европа. Според същата хипотеза рядко срещаният вид Rosa donetzica е друг реликтен растителен вид, който бива пренесен по същия начин. Друга хипотеза, базираща се на генетично проучване, твърди, че R. oxyodon става самостоятелен вид след серия от кръстосвания между видовете Rosa majalis и Rosa pendulina.
През 1967 г. се съобщава, че Rosa oxyodon е открита на места извън Кавказ – в близост до Козята стена в България. Въпреки че в българската литература видът е сметнат за местен, случаят е допълнително проучен от полския ботаник Йежи Зелински, който твърди, че въпросният вид не е R. oxyodon, а по-скоро представлява хибриден вид на R. pendulina и R. spinosissima.